# Línea C del Metro de Roma
La línea C del metro de Roma es una de las tres líneas de metro que prestan servicio en Roma. Cuenta con 22 estaciones en un tendido de 19,5 km que abarca desde el noreste hacia la periferia este de la ciudad, aunque está proyectada una ampliación que cruza el centro histórico, parte de la cual se encuentra en construcción. 
Sus cabeceras actuales son Monte Compatri - Pantano (al este) y San Giovanni (en el centro histórico) y se representa en color verde.

## Historia

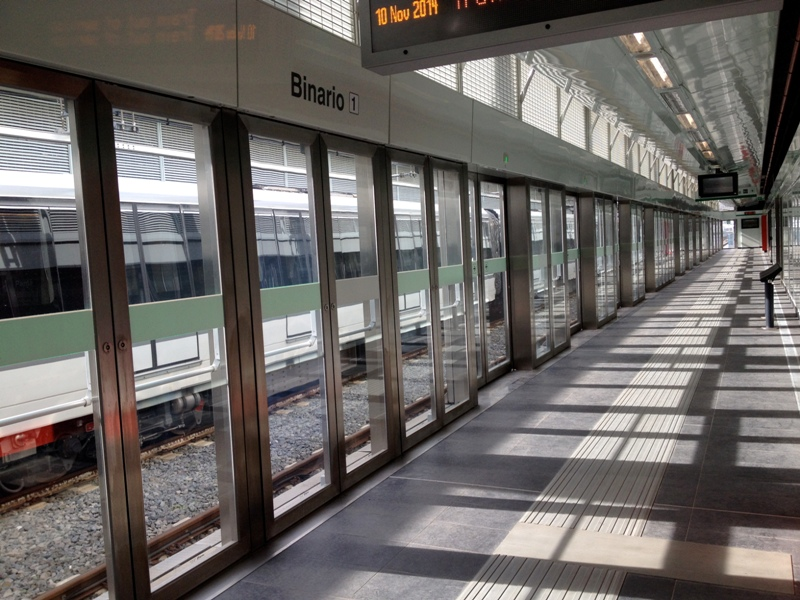
Estación Monte Compatri - Pantano.

La línea C comenzó a construirse en febrero de 2007, con un plan de trabajo dividido en cuatro etapas:
- desde la estación Monte Compatri - Pantano hasta Parco di Centocelle (en la periferia este de Roma), la cual se encuentra en funcionamiento;
- de Mirti a Lodi (en vía La Spezia) y a la estación San Giovanni de la línea A, también operativa;
- de San Giovanni a Fori Imperiali (donde está proyectada una correspondencia con la línea B, en la estación Colosseo), en construcción;
- y de Venezia a Clodio/Mazzini (atravesando el centro histórico de Roma), a la espera de financiamiento.

Una vez concluida en su totalidad tendrá un recorrido de 25,5 km (17,3 km subterráneos y el resto de la línea a cielo abierto) y 30 estaciones.
Debido a las zonas de gran valor histórico por las que atraviesa su construcción, los trabajos se realizan en conjunto con funcionarios del gobierno de Roma, de la Superintendencia para el Patrimonio Arqueológico de Roma y de la Superintendencia para el Patrimonio Arquitectónico y para el Paisaje de Roma. Con un método de "investigaciones arqueológicas preventivas" se realizaron descubrimientos arqueológicos como los cimientos de edificios imperiales del siglo I en la zona del Coliseo y probables vestigios del Circo Variano a lo largo de via La Spezia.
El primer tramo de 12,5 km (15 estaciones entre Monte Compatri - Pantano y Parco di Centocelle) se inauguró el 9 de noviembre de 2014, mientras que la segunda etapa (seis estaciones en 5,4 km, de Mirti a Lodi) se abrió al público el 29 de junio de 2015, y el tercer tramo (estación San Giovanni, correspondencia con Línea A) fue inaugurado el 12 de mayo de 2018.

## Operación
La línea C funciona de domingo a jueves desde las 5:30 (tanto desde Monte Compatri - Pantano como de la estación San Giovanni) hasta las 23:30 (también en ambas direcciones), y de 5:30 a 1:30 los viernes y sábados.

### Material rodante
Los trenes de la línea son fábricados por la empresa AnsaldoBreda, del tipo driverless (sin conductor), por lo que son controlados a distancia por un sistema de automatización integral. Actualmente cuenta con trece formaciones de seis coches cada una (está previsto que la flota de vehículos sea de 30 formaciones cuando la línea C esté operativa en su totalidad) con 204 asientos, espacios para discapacitados y para el transporte de bicicletas, y aire acondicionado. Este sistema driverless combina tres métodos: un sistema de protección automática del tren (ATP) que controla distancia y velocidad, la supervisión automática de los trenes (ATS) que controla el tráfico global, y la operación automática del tren (ATO) que ajusta cada vehículo a las órdenes del ATS.

## Estaciones

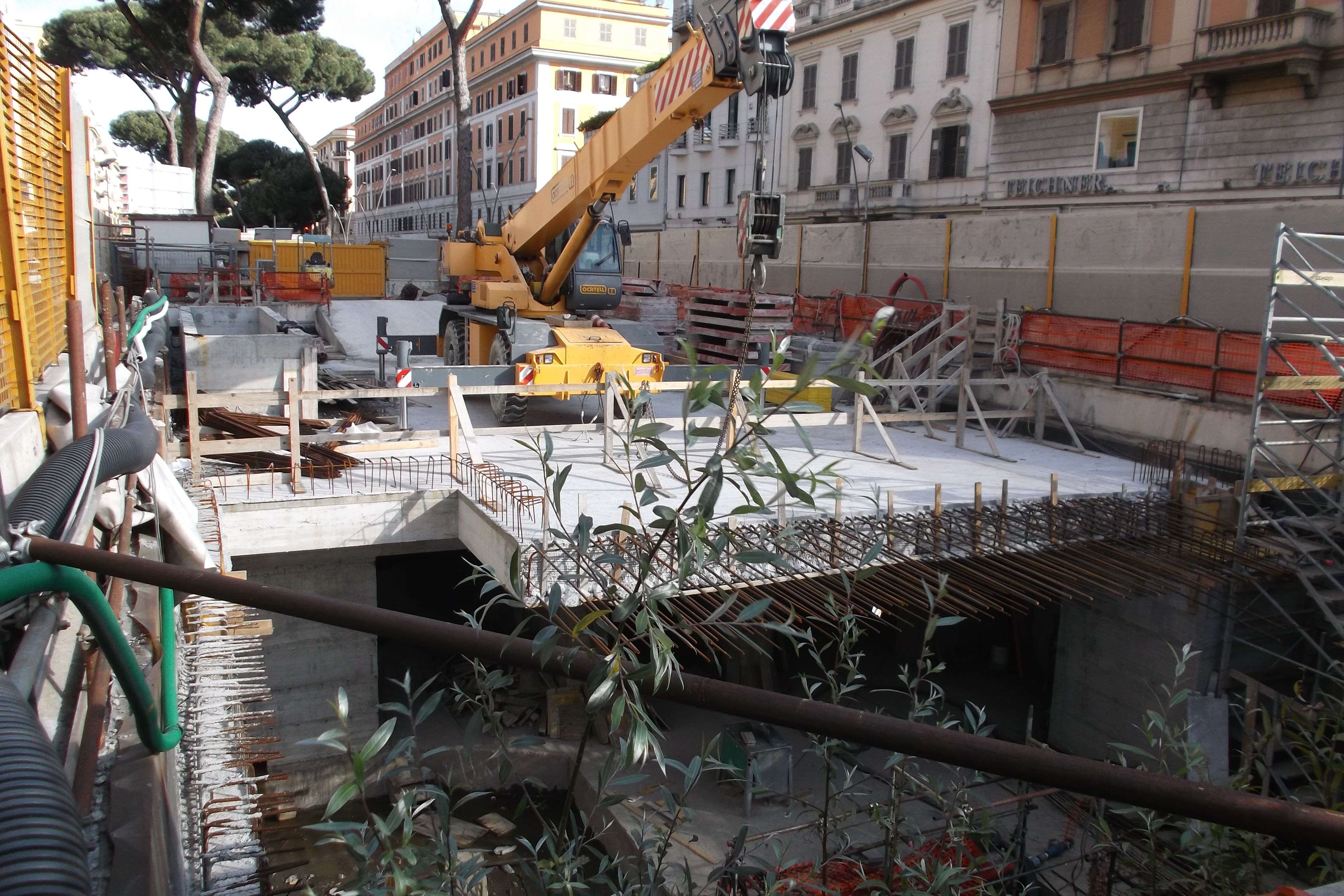
Construcción de estación San Giovanni para la línea C.

La línea C cuenta con 22 estaciones operativas y otras dos en construcción (Amba Aradam - Ipponio y Fori Imperiali). Tiene correspondencia con la línea A de la red de metro y con la línea suburbana Ferrovía Roma-Giardinetti (en las estaciones Pigneto y Parco di Centocelle).
| Estación                                | Correspondencia |
| --------------------------------------- | --------------- |
| Fori Imperiali (en construcción)        | (est. Colosseo) |
| Amba Aradam - Ipponio (en construcción) |                 |
| San Giovanni                            |                 |
| Lodi                                    |                 |
| Pigneto                                 |                 |
| Malatesta                               |                 |
| Teano                                   |                 |
| Gardenie                                |                 |
| Mirti                                   |                 |
| Parco di Centocelle                     |                 |
| Alessandrino                            |                 |
| Torre Spaccata                          |                 |
| Torre Maura                             |                 |
| Giardinetti                             |                 |
| Torrenova                               |                 |
| Torre Angela                            |                 |
| Torre Gaia                              |                 |
| Grotte Celoni                           |                 |
| Due Leoni - Fontana Candida             |                 |
| Borghesiana                             |                 |
| Bolognetta                              |                 |
| Finocchio                               |                 |
| Graniti                                 |                 |
| Monte Compatri - Pantano                |                 |

## Proyectos de expansión
Del proyecto original todavía quedan dos etapas por cumplir:
- El tramo San Giovanni/Fori Imperiali (denominado T3), de tres km, se encuentra en construcción. Las dos estaciones restantes (Amba Aradam - Ipponio y Fori Imperiali) están previstas para septiembre de 2021.
- El proyecto definitivo del tramo Venezia/Clodio - Mazzini (T2) se firmó en diciembre de 2014 y está a la espera de financiación. Incluye cinco nuevas estaciones que cruzarán el centro histórico rumbo al norte: Venezia, Chiesa Nuova, San Pietro, Ottaviano (que incluye otra correspondencia con la línea A) y Clodio - Mazzini.[14][9][13][16][17]